# Myrmarachne formicaria
Myrmarachne formicaria este un păianjen săritor din familia Salticidae. Face parte din genul Myrmarachne, cunoscut pentru imitarea furnicilor.

## Etimologie

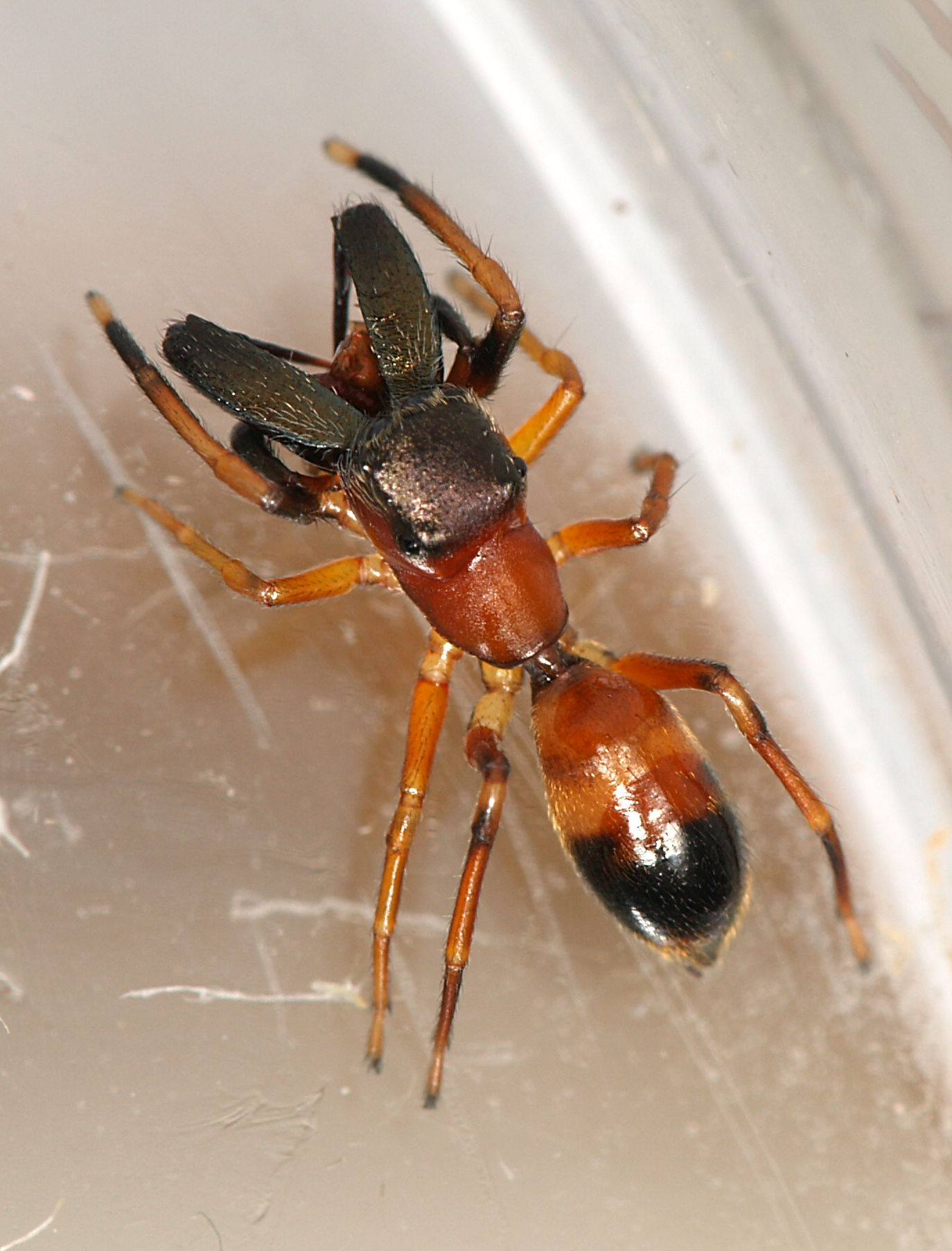
Vedere dorsală

Numele specii provine de la cuvântul latin formicaria – furnică.

## Ecologie
Acest păianjen se aseamănă cu furnicile. Nu numai prin exterior Myrmarachne formicaria imite furnicile, ci și  prin comportament. Furnicile au trei perechi de picioare și una de antene, iar păianjenii 4 – picioare și nicio antenă. De aceea, prima pereche de pcioare este ținută deasupra corpului și se mișc ritmic la fel ca antenele. Păianjenul se deplasează în zigzag pe celelalte șase picioare, cum o fac furnicile. Locuiește în interiorul mușuroiului de furnici și se hrănește, firește, cu furnici.

## Răspândire
Myrmarachne formicaria are o distribuție palearctică, a fost introdusă și în SUA. Este cea mai cunoscută specie imitătoare de furnici din Europa.